# Bill Meilen
Bill Meilen (* 16. September 1932 in Cardiff, Wales, Großbritannien; † 4. September 2006 in Vancouver, Kanada) war ein britischer Schauspieler, Drehbuchautor und Filmproduzent.
Meilen begann seine Schauspielerkarriere 1954. In dem Kurzfilm The Six-Sided Triangle von 1963, der für einen Oscar nominiert war, spielte er den Ehemann einer untreuen Frau. Die bekanntesten Filme, in denen er mitwirkte, waren unter anderem Chautauqua Girl (1983), The Gunfighters (1987) und Last Train Home (1990). Daneben hatte er Auftritte in mehreren Serien, wie Doctor Who (1965), Mysterious Ways (2001) und Stephen King′s Kingdom Hospital (2004). 2006 war mit Connors’ War in seiner letzten Produktion zu sehen.
Er starb am 4. September 2006 an Krebs.